# Vélo d'or 2023
Navigation
Édition précédente Édition suivante
Le Vélo d'or 2023 est une récompense attribuée par le magazine Vélo Magazine, récompensant les meilleur(e)s cyclistes de la saison 2023.
Lors de cette édition, deux nouveaux trophées sont créés : le meilleur coureur de classiques et la meilleure coureuse de classiques.
C'est la 32e édition du Vélo d'or pour les hommes, et la 2e édition pour les femmes.

## Réglement
En 2023, un jury composé de 36 journalistes internationaux spécialisés dans le cyclisme, élisent les Vélo d'or hommes et femmes (33 journalistes pour les trophées Eddy Merckx). Ils donnent un classement de cinq coureurs choisis dans une liste de dix finalistes, selon le barème suivant :
| Choix  | Premier | Deuxième | Troisième | Quatrième | Cinquième |
| ------ | ------- | -------- | --------- | --------- | --------- |
| Points | 5       | 4        | 3         | 2         | 1         |

## Vélo d'or hommes
Les dix nommés pour le Vélo d'or masculin sont connus le 31 août 2023, et les résultats le 24 octobre 2023.
| Rang | Coureur              | Équipe              | Nationalité     | Points | %      |
| ---- | -------------------- | ------------------- | --------------- | ------ | ------ |
| 1    | Jonas Vingegaard     | Jumbo - Visma       | Danemark        | 142    | 26,30% |
| 2    | Mathieu van der Poel | Alpecin-Deceuninck  | Pays-Bas        | 133    | 24,63% |
| 3    | Tadej Pogačar        | UAE Team Emirates   | Slovénie        | 126    | 23,33% |
| 4    | Primož Roglič        | Jumbo - Visma       | Slovénie        | 68     | 12,59% |
| 5    | Remco Evenepoel      | Soudal - Quick Step | Belgique        | 49     | 9,07%  |
| 6    | Jasper Philipsen     | Alpecin-Deceuninck  | Belgique        | 17     | 3,15%  |
| 7    | Wout van Aert        | Jumbo - Visma       | Belgique        | 5      | 0,93%  |
| 8    | Mads Pedersen        | Lidl - Trek         | Danemark        | 0      | 0,00%  |
| 8    | Thomas Pidcock       | INEOS Grenadiers    | Grande-Bretagne | 0      | 0,00%  |
| 8    | Adam Yates           | UAE Team Emirates   | Grande-Bretagne | 0      | 0,00%  |

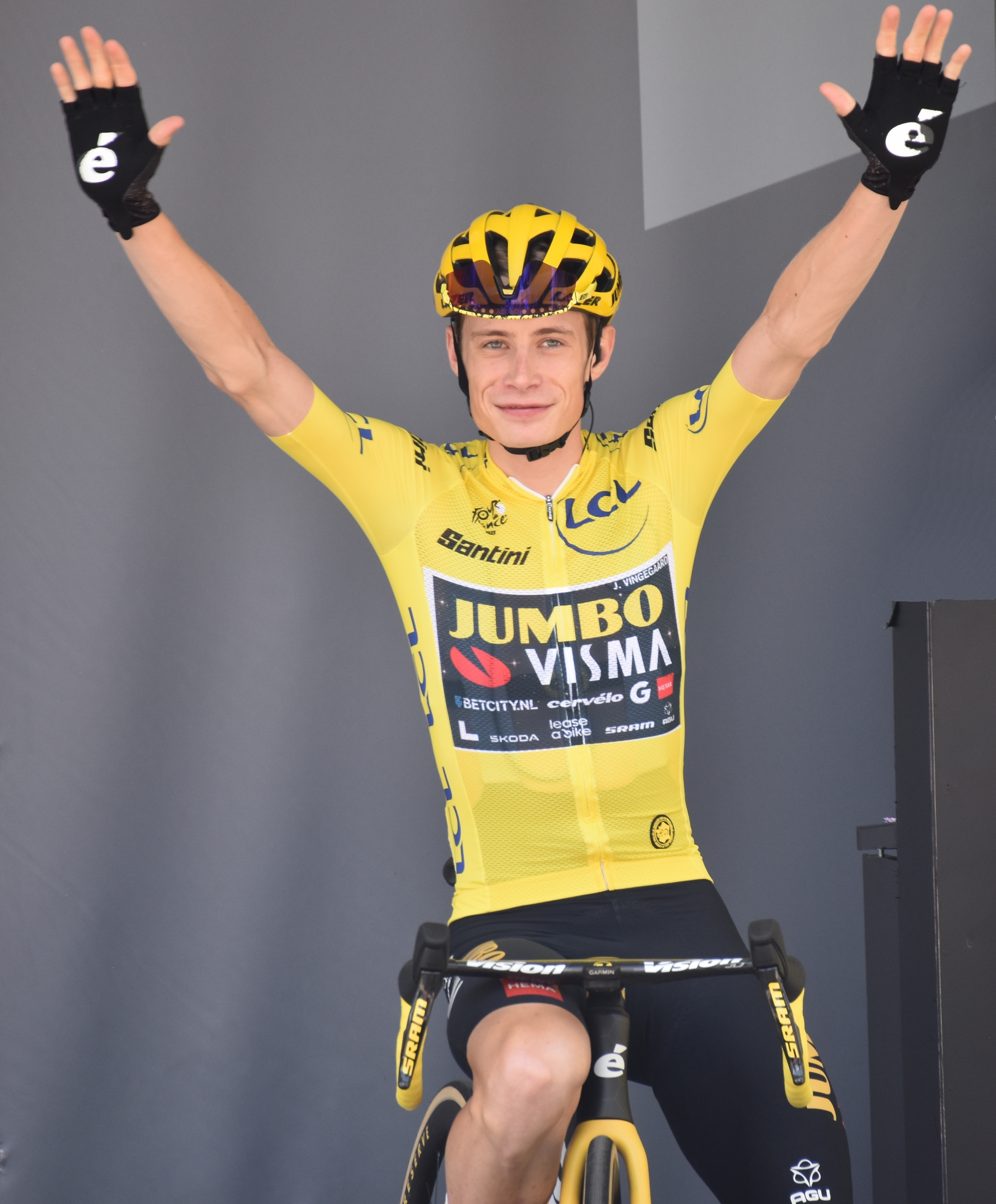
Jonas Vingegaard
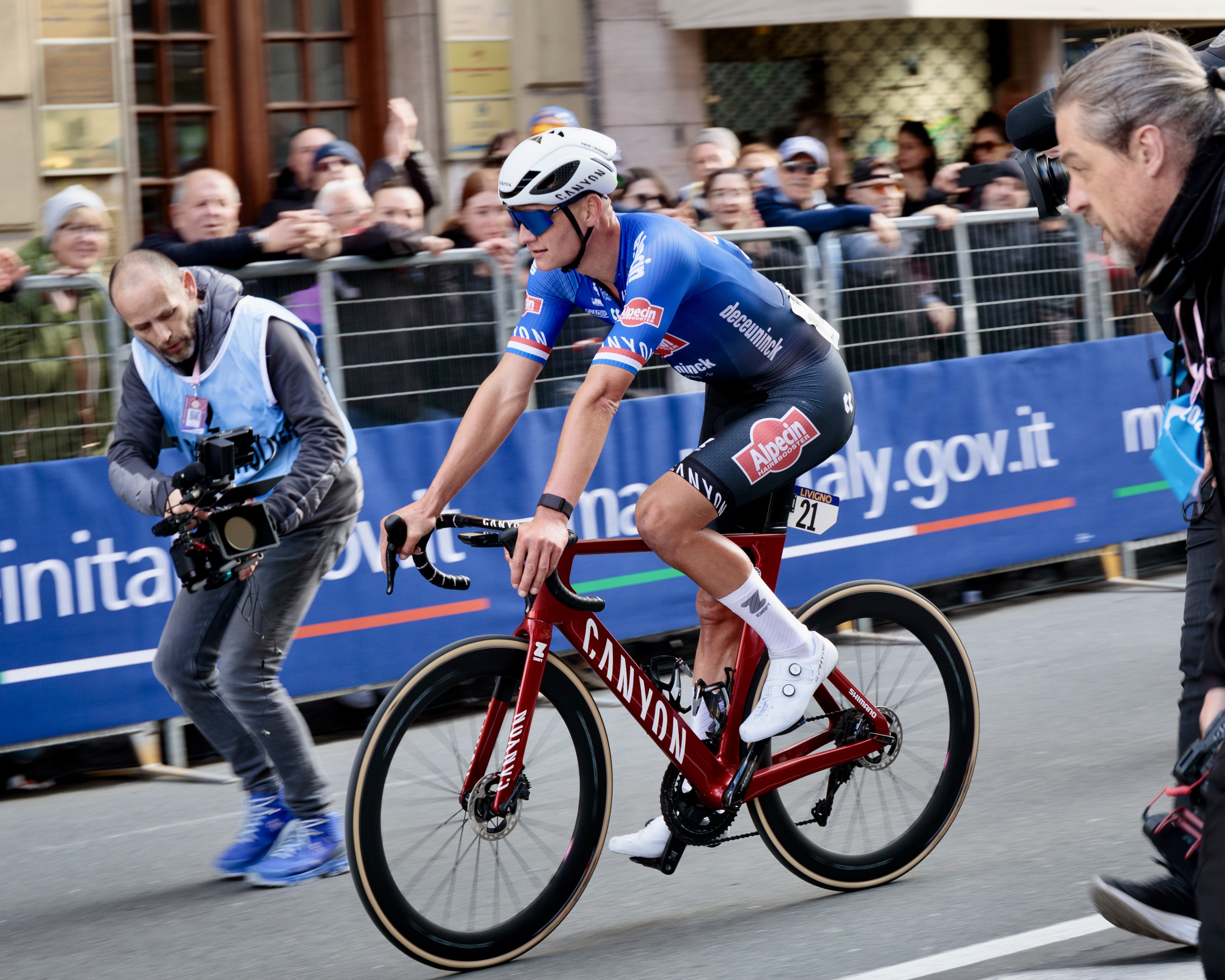
Mathieu van der Poel
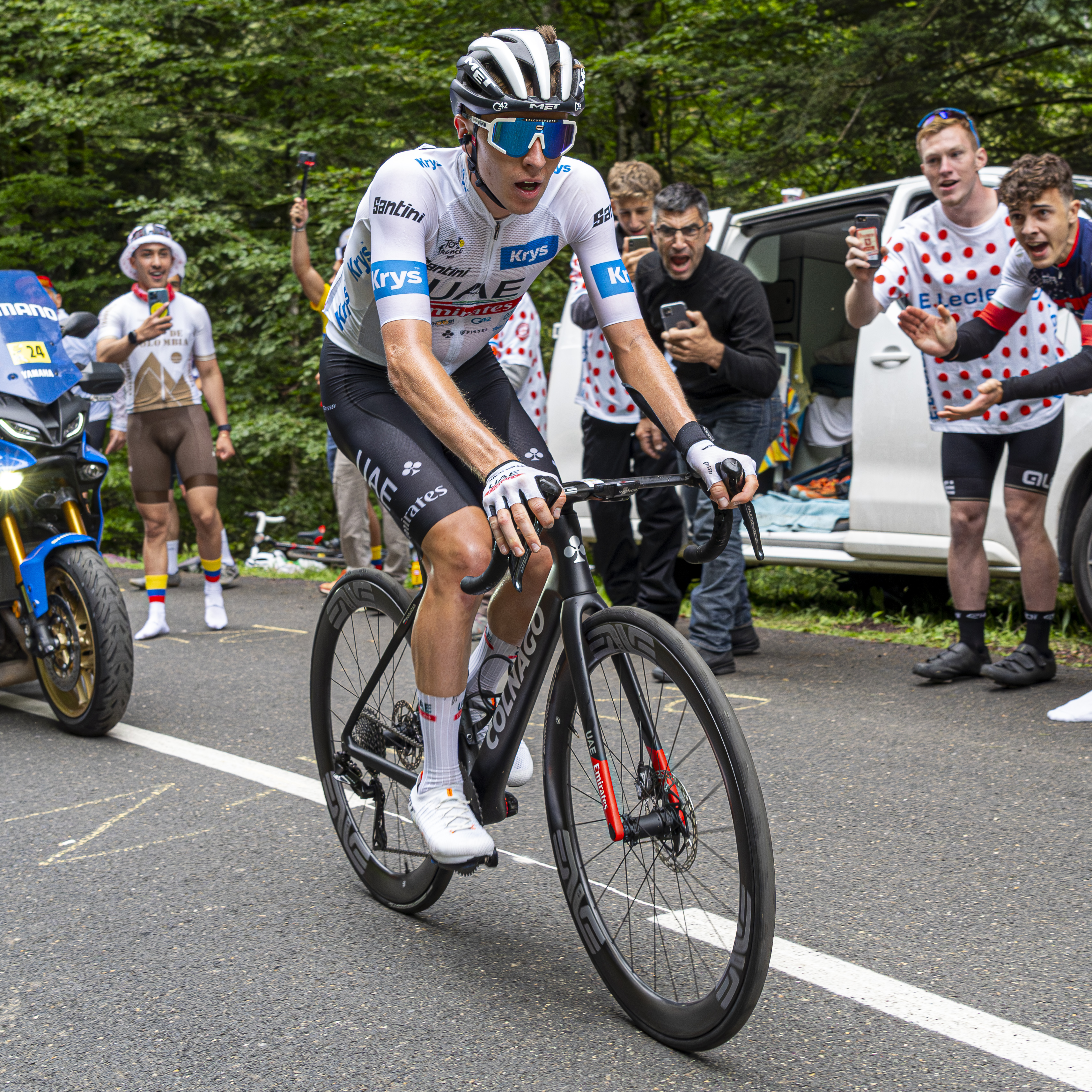
Tadej Pogačar

## Vélo d'or femmes
Les dix nommées pour le Vélo d'or féminin sont connues le 31 août 2023, et les résultats le 24 octobre 2023.
| Rang | Coureur              | Équipe                 | Nationalité | Points | %      |
| ---- | -------------------- | ---------------------- | ----------- | ------ | ------ |
| 1    | Demi Vollering       | Team SD Worx           | Pays-Bas    | 171    | 31,84% |
| 2    | Lotte Kopecky        | Team SD Worx           | Belgique    | 139    | 25,89% |
| 3    | Annemiek van Vleuten | Movistar Team          | Pays-Bas    | 99     | 18,44% |
| 4    | Marlen Reusser       | Team SD Worx           | Suisse      | 56     | 10,43% |
| 5    | Lorena Wiebes        | Team SD Worx           | Pays-Bas    | 35     | 6,52%  |
| 6    | Katarzyna Niewiadoma | Canyon//SRAM Racing    | Pologne     | 13     | 2,42%  |
| 7    | Alison Jackson       | EF Education-TIBCO-SVB | Canada      | 7      | 1,30%  |
| 7    | Juliette Labous      | Team DSM               | France      | 7      | 1,30%  |
| 7    | Gaia Realini         | Trek - Segafredo       | Italie      | 7      | 1,30%  |
| 10   | Elisa Longo Borghini | Trek - Segafredo       | Italie      | 3      | 0,56%  |

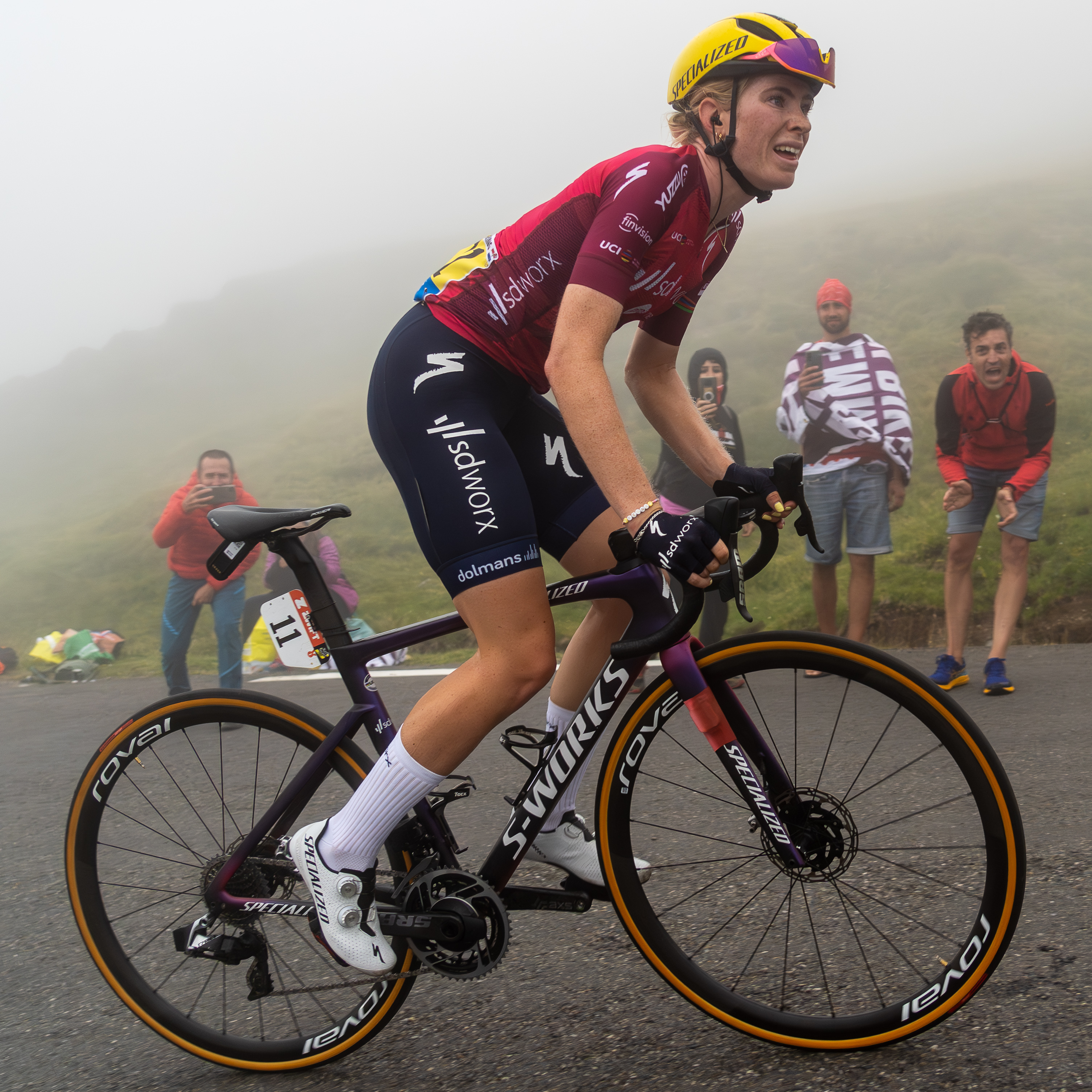
Demi Vollering
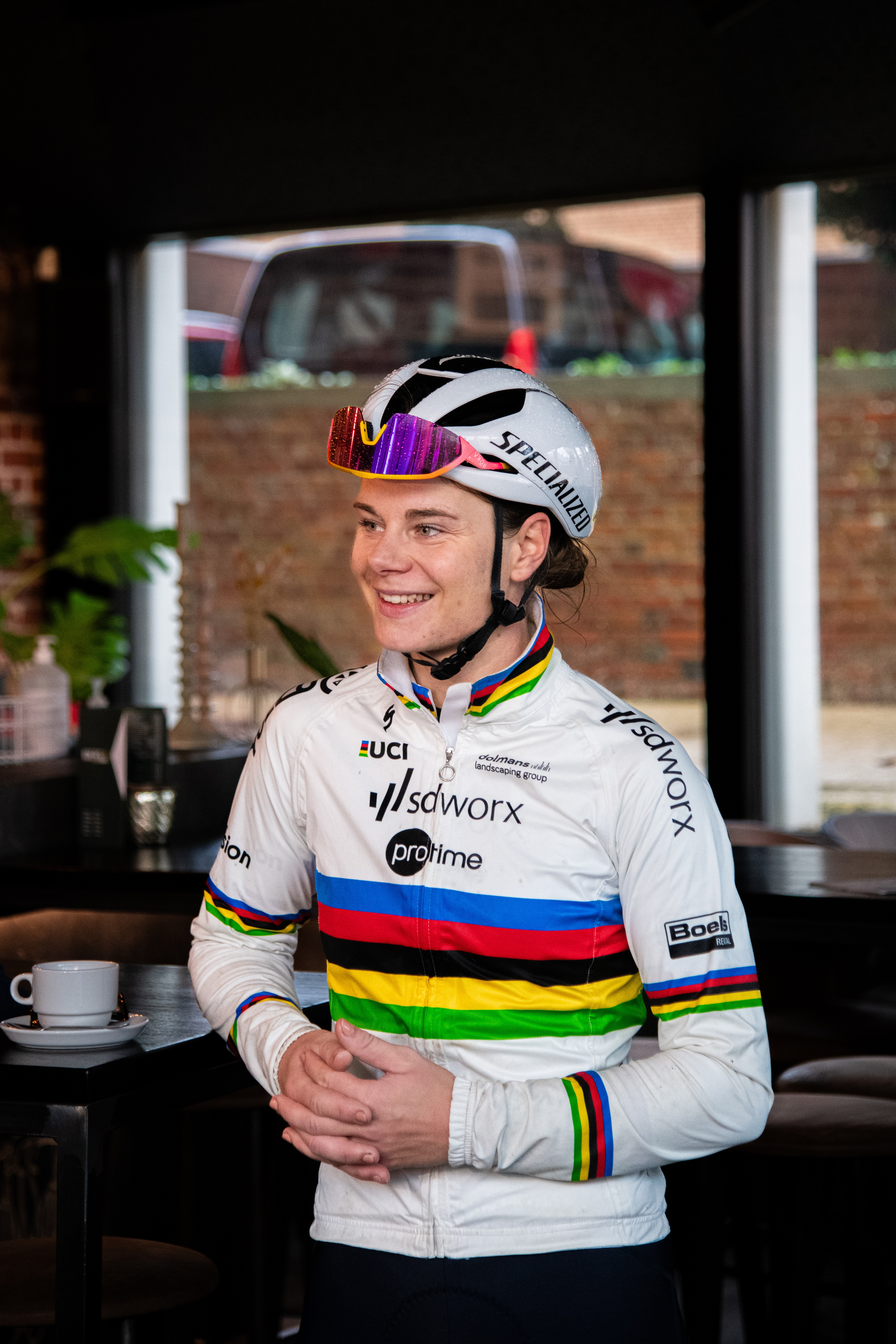
Lotte Kopecky
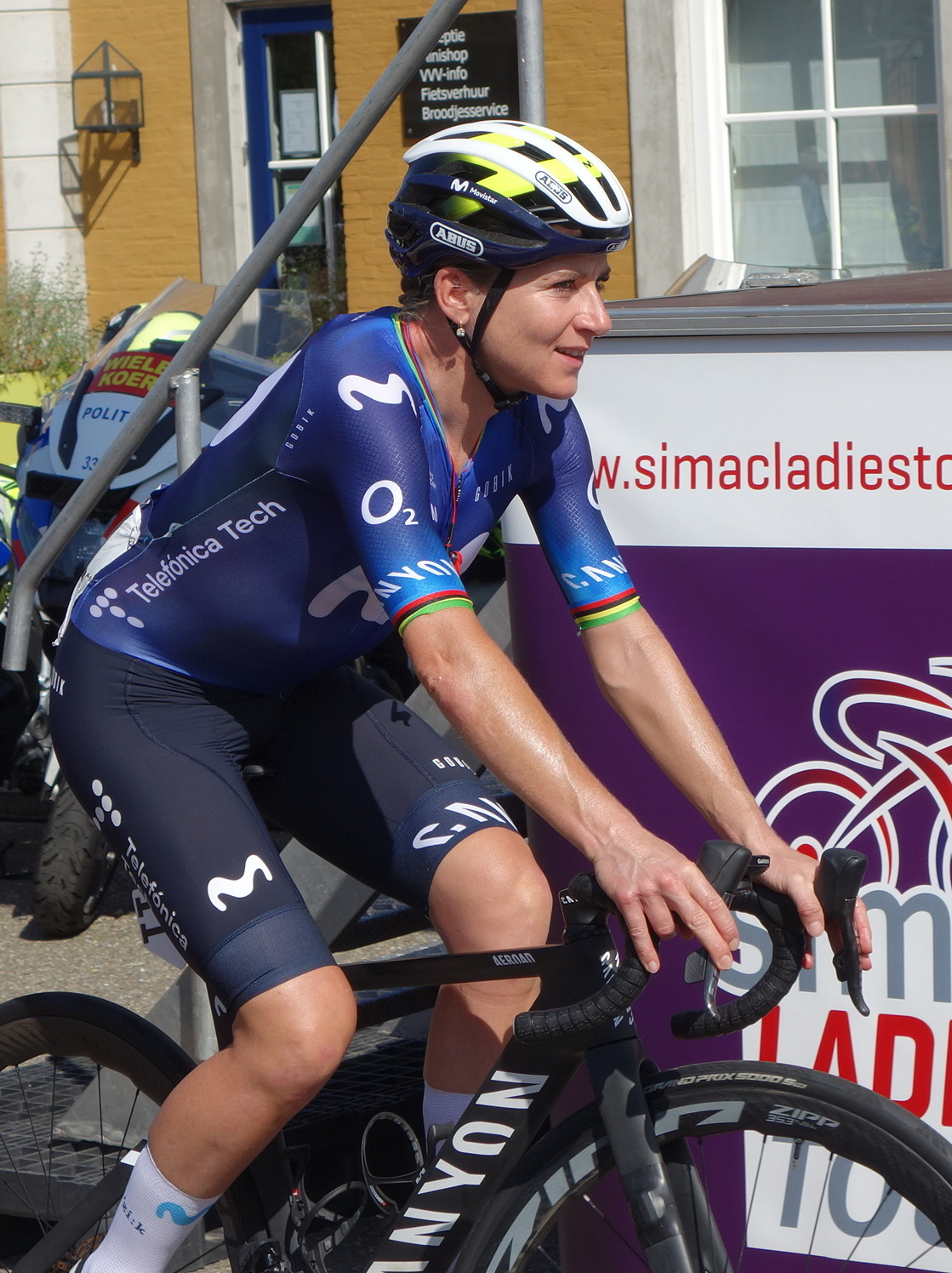
Annemiek van Vleuten

## Trophée Eddy Merckx hommes: meilleur coureur de classiques
Les cinq nommés pour le trophée Eddy Merckx sont connus le 31 août 2023, et les résultats le 24 octobre 2023.
| Rang | Coureur              | Équipe              | Nationalité | Points | %      |
| ---- | -------------------- | ------------------- | ----------- | ------ | ------ |
| 1    | Mathieu van der Poel | Alpecin-Deceuninck  | Pays-Bas    | 154    | 31,24% |
| 2    | Tadej Pogačar        | UAE Team Emirates   | Slovénie    | 140    | 28,40% |
| 3    | Remco Evenepoel      | Soudal - Quick Step | Belgique    | 96     | 19,47% |
| 4    | Wout van Aert        | Jumbo - Visma       | Belgique    | 64     | 12,98% |
| 5    | Mads Pedersen        | Lidl - Trek         | Danemark    | 39     | 7,91%  |

## Trophée Eddy Merckx femmes: meilleure coureuse de classiques
Les cinq nommées pour le trophée Eddy Merckx sont connues le 31 août 2023, et les résultats le 24 octobre 2023.
| Rang | Coureur              | Équipe                 | Nationalité | Points | %      |
| ---- | -------------------- | ---------------------- | ----------- | ------ | ------ |
| 1    | Lotte Kopecky        | Team SD Worx           | Belgique    | 148    | 30,08% |
| 2    | Demi Vollering       | Team SD Worx           | Pays-Bas    | 146    | 29,68% |
| 3    | Alison Jackson       | EF Education-TIBCO-SVB | Canada      | 90     | 18,29% |
| 4    | Marlen Reusser       | Team SD Worx           | Suisse      | 70     | 14,23% |
| 5    | Elisa Longo Borghini | Trek - Segafredo       | Italie      | 38     | 7,72%  |